# كونترايل
كونترايل، هي شركة ألعاب فيديو يابانية سابقة كانت تقوم بإنتاج ألعاب الفيديو، أسست سنة 1997، وتم اغلاقها عام 2000، وكانت الشركة  تتمركز في العاصمة طوكيو، أنتجت عدة ألعاب، ومنها لعبة وايلد أرمز 2.